# Château de Sobroso
Le château de Sobroso est un château médiéval situé Vilasobroso dans la municipalité de Mondariz, dans la communauté autonome de Galice au nord-ouest de l'Espagne.

## Situation
Le château est situé sur la colline de Landín à Vilasobroso surplombant la vallée du Condado, à proximité de la frontière portugaise. Sa position stratégique lui a donné le surnom de « clé du royaume de Galice ».

## Histoire
Le château, construit entre le 9ème et 11ème siècle, est tombé en ruines après le Moyen Âge. Il a été restauré par un journaliste local,de Vilasobroso; Alejo Carrera Muñoz, en 1923. Il l'a entretenu sans aide des autorités locales jusqu'à sa mort en 1967. En 1981, la municipalité de Pontearas l'a racheté à son héritière pour 30 millions de pesetas. Depuis, il abrite un musée ethnographique.

### Source
- (en) Cet article est partiellement ou en totalité issu de l’article de Wikipédia en anglais intitulé « Sobroso Castle » (voir la liste des auteurs).